# Aleksandr Blinov
Alexander Blinov, född den 19 augusti 1954 i Bisjkek i Kirgizistan, död februari 2021 i Mozjajsk i Ryssland, var en sovjetisk ryttare.
Han tog OS-guld i lagtävlingen i fälttävlan i samband med de olympiska ridsporttävlingarna 1980 i Moskva.